# SoundFeather
SoundFeather（サウンド フェザー）は、小川犬太郎を中心とするサウンドコンテンツのブランド。株式会社セカンドファクトリーの音響チームとして発足し、インターネットラジオ番組「WindVoice」などの制作に携わる。その後、同社の事業整理に伴い独立、現在に至る。ブランド名は、空や風のイメージと、略称が母体となったセカンドファクトリーと同じ「SF」（SdF）になるようにと考案された。現在はウェブサイトが閉鎖されており、動向は不明である。

## 歴史
- 2007年 株式会社セカンドファクトリーの下で発足
- 2007年10月 インターネットラジオ番組「WindVoice」開始
- 2007年12月 コミックマーケット73にて、「WindVoice」のテーマソングCDをリリース
- 2008年3月 「WindVoice」終了
- 2008年春 株式会社セカンドファクトリーの事業整理に伴い、独立
- 2008年10月 ウェブサイト公開開始
- 2008年11月 「WindVoice」のスペシャル収録を実施